# Sanchón de la Ribera
Sanchón de la Ribera è un comune spagnolo di 115 abitanti situato nella comunità autonoma di Castiglia e León.